# Wat Thep Phithak Punnaram
Wat Thep Phithak Punnaram, plus connu sous le nom de temples de Thépatan, est situé en Thaïlande dans la province de Nakhon Ratchasima, à 88 km de Lopburi au nord-ouest et à 116 km de Nakhon Ratchasima au nord-est.
Les temples se trouvent à Khao Si Siat A dans le tambon (division administrative) de Klang Dong.

## Présentation
Le site renferme une immense statue de Bouddha assis, large de 27 mètres et haute de 45 mètres, élevée au sommet d’une montagne (à 510 mètres d‘altitude). 
On y accède par un escalier de 1 250 marches qui symbolisent le nombre des moines qui s’étaient réunis spontanément pour écouter le sermon de Bouddha.
Une fête commémorative y est  célébrée le jour de Magha Puja.

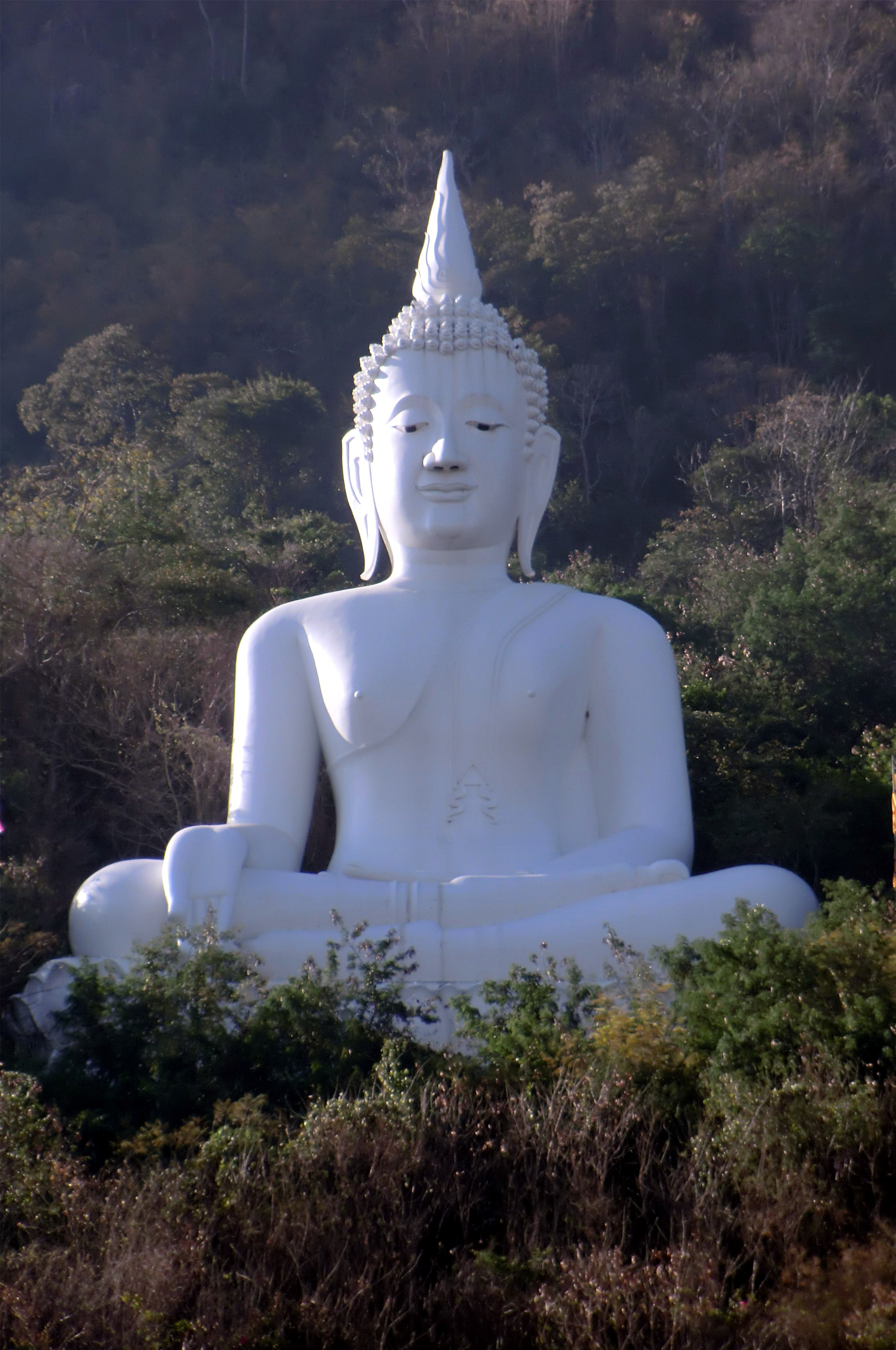
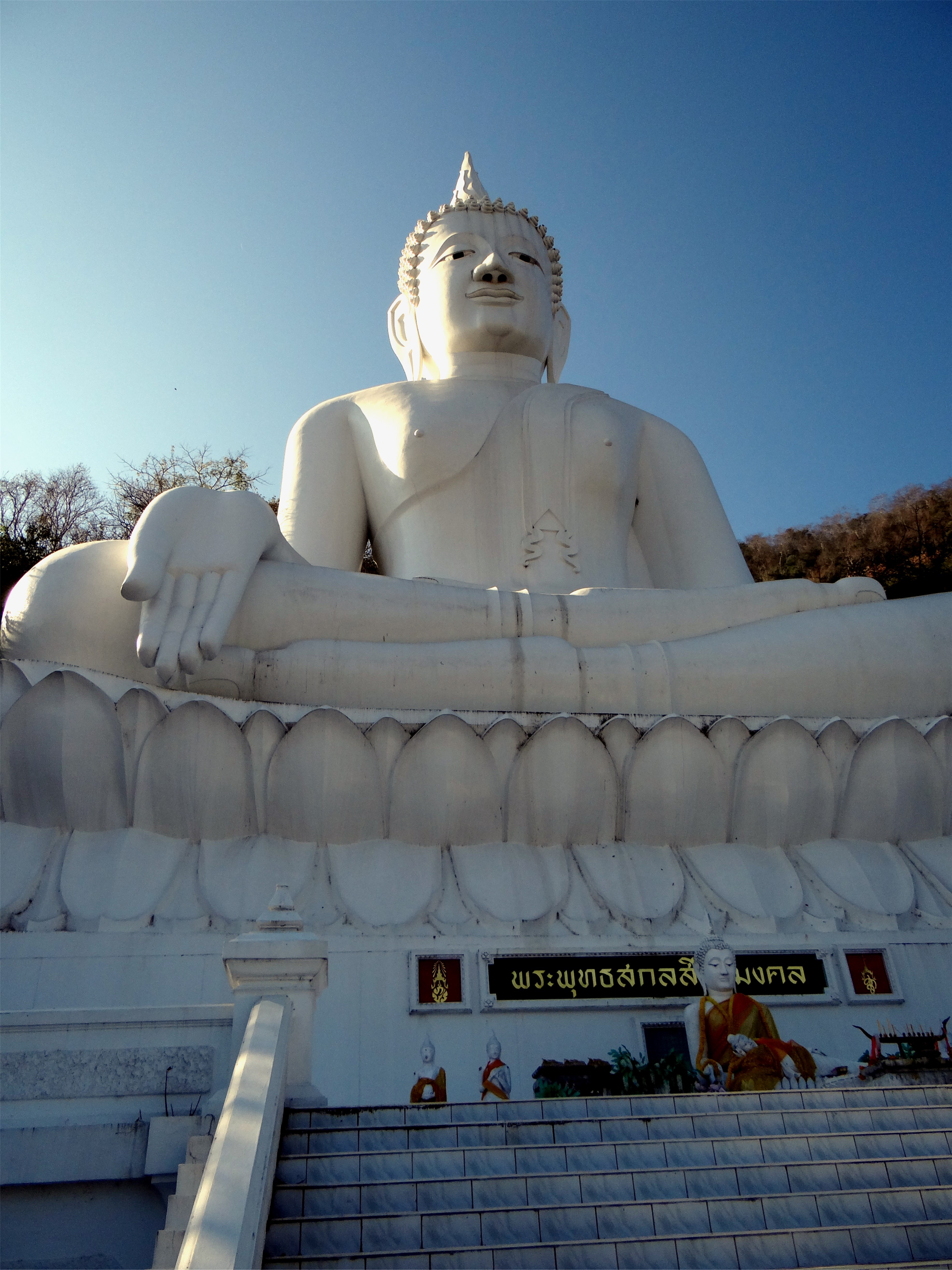
Le grand Bouddha blanc
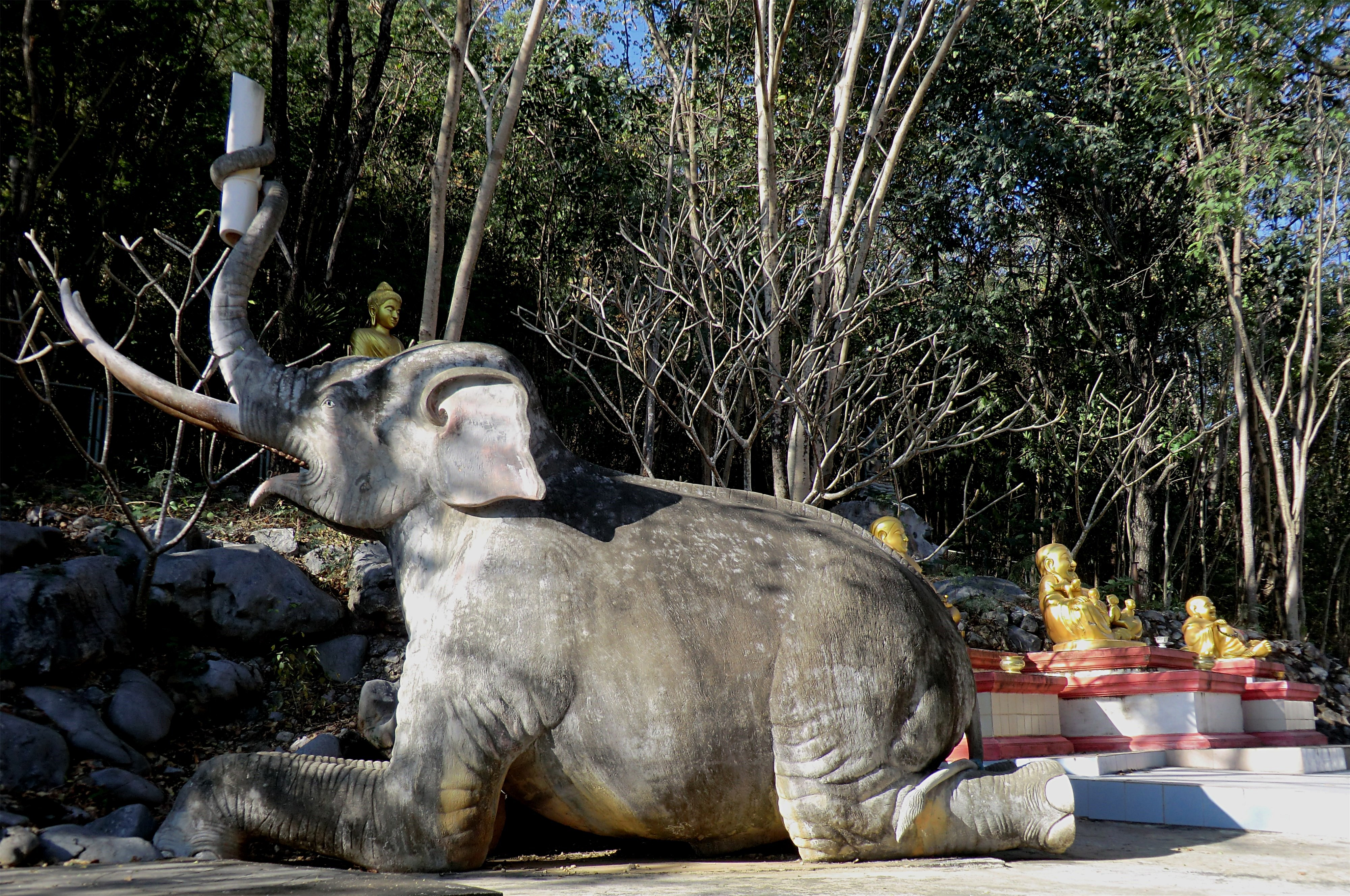
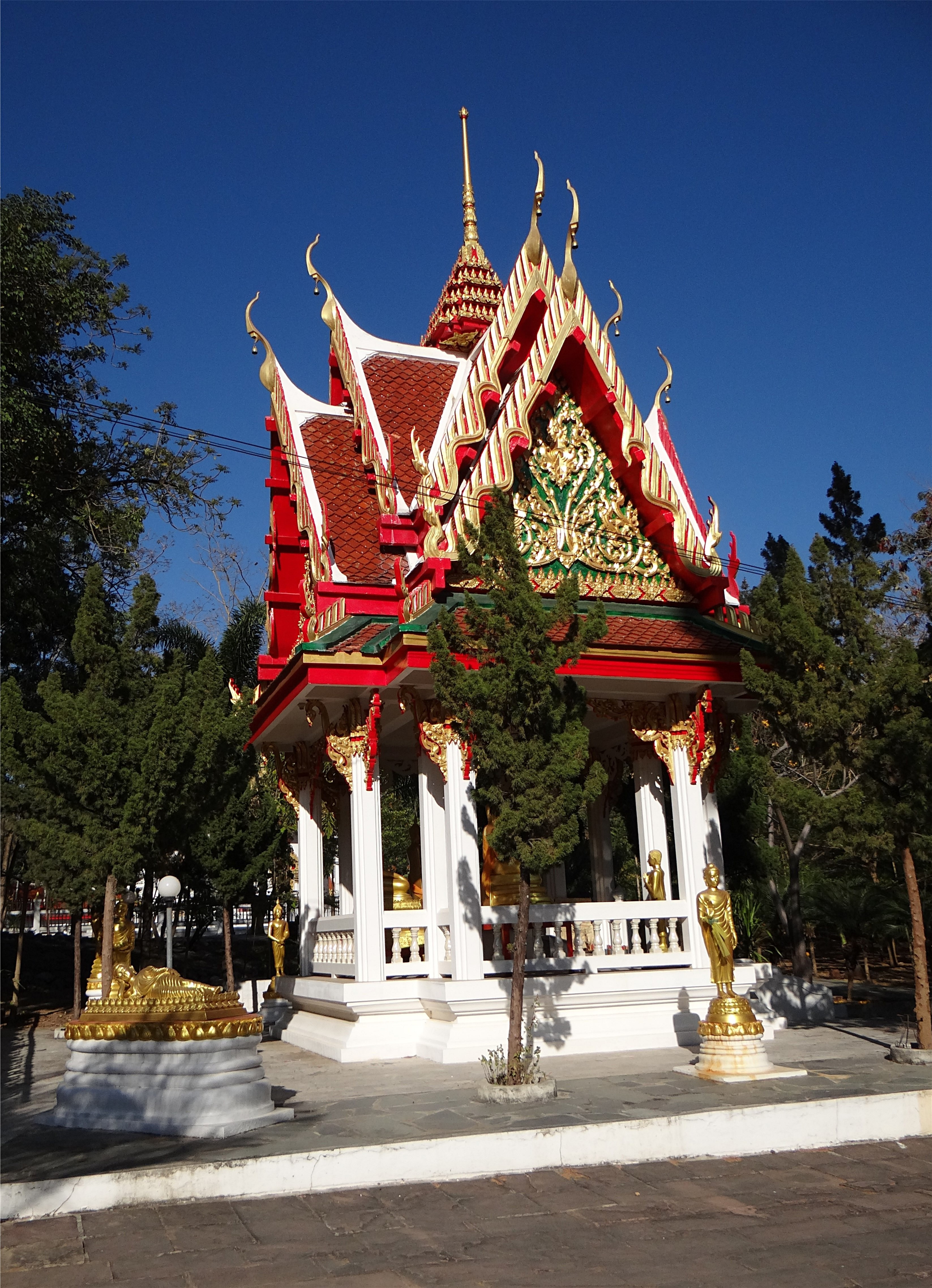